# آنا غريس كريستيانسن
آنا غريس كريستيانسن (بالإنجليزية: Anna Grace Christiansen)‏ هي دراجة أمريكية، ولدت في 29 يوليو 1985.

## وصلات خارجية
- آنا غريس كريستيانسن على موقع الاتحاد الدولي للدراجات (الإنجليزية)
- آنا غريس كريستيانسن على موقع إحصائيات الدراجات الإحترافية (الإنجليزية)
- آنا غريس كريستيانسن على موقع نسبة الدراجات (الإنجليزية)